# Expédition arctique MacGregor

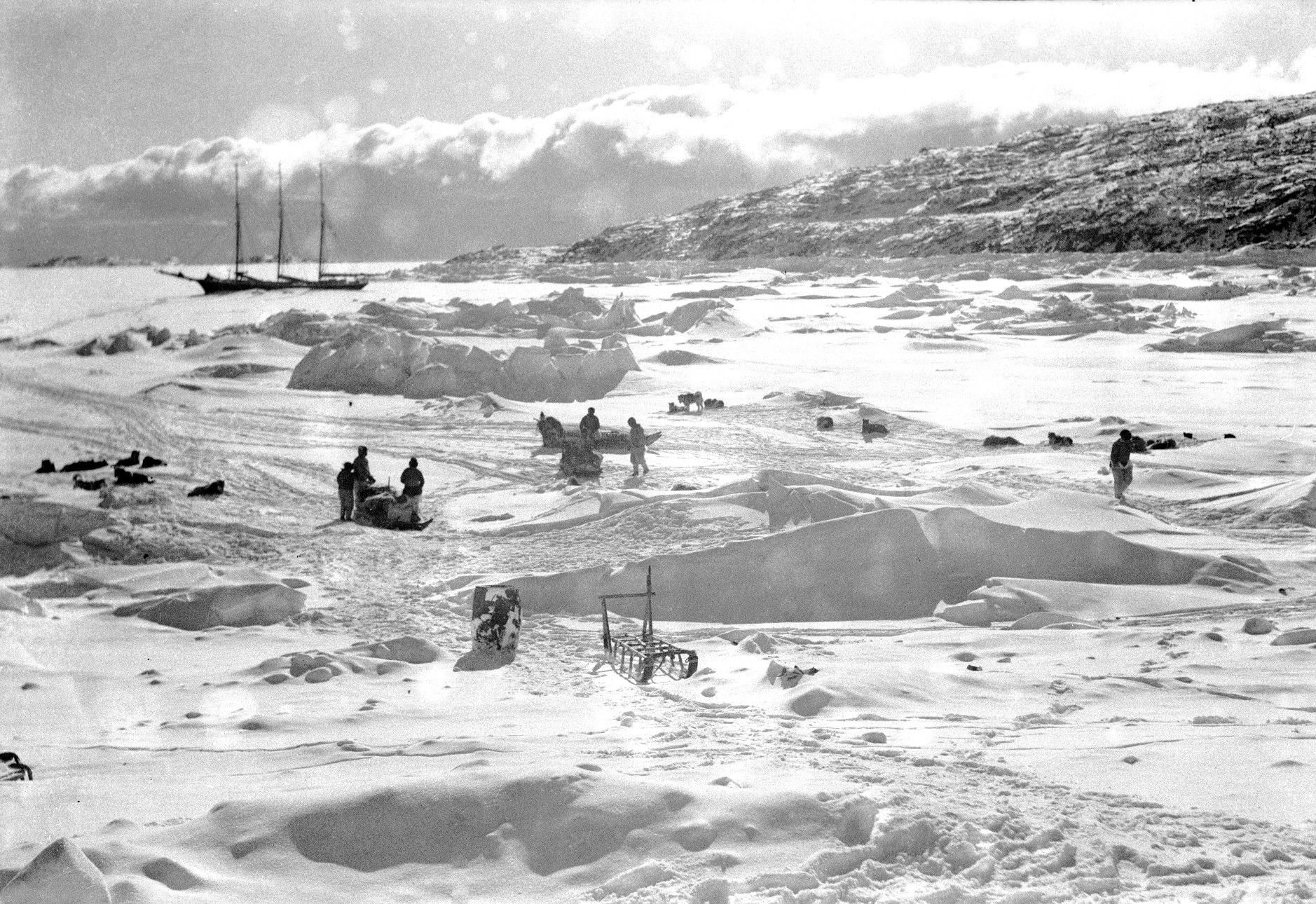
L expédition démontrer

L’expédition arctique MacGregor, financée par des groupes privés, visait à réoccuper Fort Conger, sur l'île canadienne d'Ellesmere, non loin du pôle Nord.
Cette expédition, débutée le 1er juillet 1937 et achevée le 3 octobre 1938, avait quatre objectifs principaux : recueillir des données climatiques ; réaliser une enquête d'ordre magnétique ; photographier des aurores boréales et étudier leurs effets sur les transmissions radio ; et enfin explorer le nord-ouest de l'île d'Ellesmere. Le tout dans le but de résoudre quelques points alors encore obscurs malgré l'expédition Crocker Land, menée par Robert Peary, qui avait cartographié le pôle Nord trente ans auparavant.